# Voetbal in Polen
Voetbal is de populairste sport in Polen.

## Geschiedenis
De geschiedenis van voetbal in Polen begint aan het einde van de 19e eeuw, toen de populariteit van deze sport flink toenam. De eerste Poolse professionele clubs waren Lechia Lwów (1903), Czarni Lwów (1903), Pogoń Lwów (1904), Cracovia Kraków (1906) en Wisła Kraków (1906). In 1919 werd de Poolse voetbalbond opgericht. 31 gedelegeerden kozen Edward Cetnarowski als eerste president. In 1923 sloot de Poolse voetbalbond zich aan bij de FIFA en in 1955 bij de UEFA.

## Voetbalbond
De Polski Związek Piłki Nożnej (Nederlands: Poolse Voetbalfederatie), afgekort PZPN, is de voetbalbond van Polen. De bond werd in 1919 opgericht en is aangesloten bij de FIFA en de UEFA. De PZPN organiseert de Poolse voetbalcompetities en is verantwoordelijk voor het nationaal elftal van Polen.
De PZPN zal samen met de Oekraïense voetbalbond het Europees kampioenschap 2012 organiseren.

## Nationaal voetbalelftal

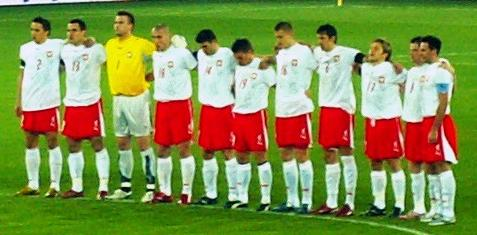
Het Pools voetbalelftal tijdens een EK-kwalificatiewedstrijd (maart 2007)

Het Pools voetbalelftal vertegenwoordigt Polen in internationale wedstrijden en neemt de 11e plaats in op de FIFA-wereldranglijst (april 2017). Het team speelde zijn eerste interland op 18 december 1921 tegen het Hongaars voetbalelftal in Boedapest. De wedstrijd werd met 1-0 verloren. Grzegorz Lato heeft met 100 officiële wedstrijden de meeste interlands op zijn naam staan, gevolgd door Kazimierz Deyna (97 interlands) en Jacek Bąk* (96 interlands). Topscorer van het nationaal elftal is Włodzimierz Lubański met 48 doelpunten, gevolgd door Grzegorz Lato (45 doelpunten) en Robert Lewandowski (43 doelpunten).
*nog steeds actief

### Europees kampioenschap
Polen nam in 2008 voor het eerst deel aan de eindronde van het EK voetbal. Nooit eerder kwam het door de kwalificatieronde heen. Polen plaatste zich voor de editie van 2008 door als eerste te eindigen in een kwalificatiegroep met onder andere Portugal, Servië, Finland en België. Op het eindtoernooi werd Polen in de groepsfase uitgeschakeld. Het land was al zeker van deelname aan het EK 2012, omdat Polen het toernooi samen met Oekraïne organiseerde. Op het EK 2012 kwam het uiteindelijk weer niet verder dan de groepsfase.
deelnames
- 2008 - eerste ronde
- 2012 - eerste ronde

### Wereldkampioenschap
In 1938 deed Polen voor het eerst mee aan de eindronde van het wereldkampioenschap voetbal. Het verloor in de eerste ronde van Brazilië. Een tweede deelname kwam pas in 1974. Polen eindigde op de derde plaats. Dit was met het toernooi van 1982, waar Polen eveneens derde werd, de meest succesvolle deelname. Na de uitschakeling in de tweede ronde van het WK van 1986 plaatste Polen zich in 2002 weer voor de eindronde. Het kwam echter niet verder dan de eerste ronde.
deelnames
- 1938 - eerste ronde
- 1974 - derde plaats
- 1978 - tweede ronde

- 1982 - derde plaats
- 1986 - tweede ronde
- 2002 - eerste ronde

- 2006 - eerste ronde

## Clubs
Onderstaande clubs werden ooit landskampioen van Polen.
- Legia Warschau
- Wisła Kraków
- Ruch Chorzów
- Górnik Zabrze
- ŁKS Łódź
- Lech Poznań

- Śląsk Wrocław
- Widzew Łódź
- Pogoń Szczecin
- Cracovia Kraków
- Lechia Gdańsk
- Pogoń Lwów

### Internationale resultaten
Poolse voetbalclubs hebben geen bijzondere resultaten behaald op internationaal niveau. Nog nooit won een Poolse club de Champions League of de UEFA Cup. Ook op voormalige toernooien als de Europacup I, de Europacup II en de Jaarbeursstedenbeker werden geen grote successen behaald. Voetbalclub Górnik Zabrze was het dichtst bij een internationale titel. Het verloor in 1969/70 de finale van de Europacup II van Manchester City met 2-1.

## Poolse voetbalcompetitie
Polen heeft voetbalcompetities op verschillende niveaus die georganiseerd worden door de PZPN. De Ekstraklasa is de hoogste voetbaldivisie in Polen. In deze landelijke competitie spelen de 16 beste clubs. De winnaar wordt landskampioen en de twee clubs die als laatste eindigen degraderen rechtstreeks naar de I liga, een voetbalcompetitie lager waaraan 18 teams deelnemen. De beste twee daarvan promoveren, terwijl de nummer 3 een play-off speelt tegen de nummer 14 van de Ekstraklasa. Onder de I liga komt de II liga. In deze liga spelen 36 clubs, onderverdeeld in twee competities: oost en west. De kampioen van elke competitie promoveert, tenzij er al een team van dezelfde club in een hogere competitie speelt. De III liga bestaat uit acht competities, elke bestaande uit teams van twee woiwodschappen. Onder de III liga zitten de IV liga, de Klasa okręgowa en de laagste klassen A, B en C. In sommige woiwodschappen is er ook een V liga.
| 1 | Ekstraklasa 16 clubs                                                             |
| 2 | I liga 18 clubs                                                                  |
| 3 | II liga twee parallelle competities 18 clubs per competitie                      |
| 4 | III liga acht parallelle competities                                             |
| 5 | IV liga twintig parallelle competities                                           |
| 6 | V liga meerdere parallelle competities, bestaat alleen in sommige woiwodschappen |
| 7 | Klasa okręgowa (A, B, C) meerdere parallelle competities                         |

Naast deze competities worden er ook enkele toernooien in Polen georganiseerd. De Puchar Polski is het bekertoernooi waaraan elke voetbalclub in Polen mee kan doen. Clubs uit lagere competities spelen eerst een kwalificatieronde om zich te plaatsen voor de eindronde. De Puchar Ekstraklasy is een toernooi voor de zestien clubs uit de Ekstraklasa. Het is de opvolger van de Puchar Ligi, die slechts enkele keren werd gehouden. De Poolse Supercup is een jaarlijks gehouden wedstrijd tussen de landskampioen (de winnaar van de Ekstraklasa) en de winnaar van de Puchar Polski.

## Stadions
Het Europees kampioenschap 2012 is het eerste grote voetbaltoernooi dat door Polen georganiseerd wordt. Ter voorbereiding worden er drie nieuwe stadions gebouwd en enkele bestaande stadions worden uitgebreid.

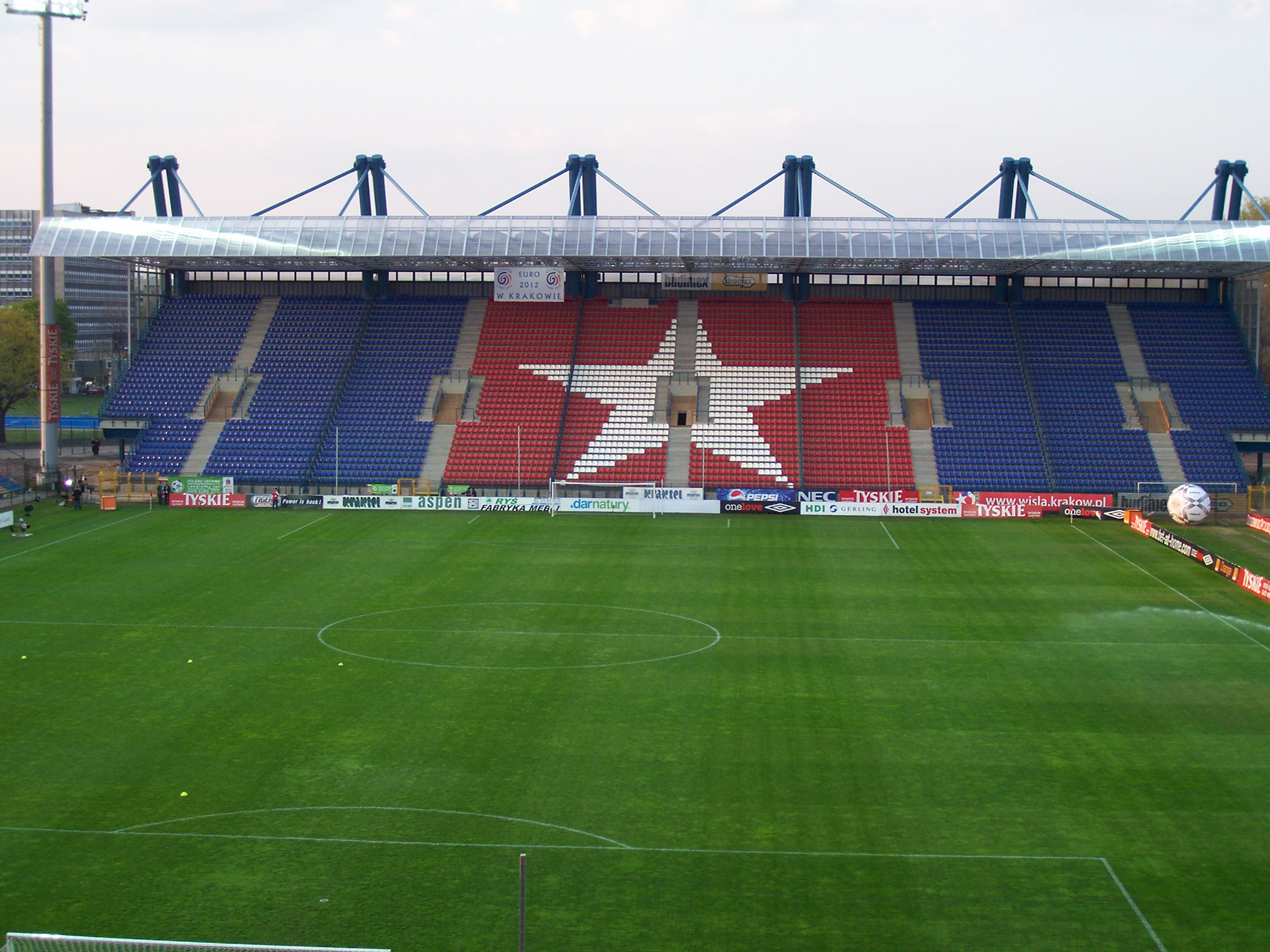
Het Wisłastadion in Krakau

| stadion                  | plaats   | capaciteit |
| ------------------------ | -------- | ---------- |
| Stadion Śląski           | Chorzów  | 47.202     |
| Baltic Arena             | Gdańsk   | 44.000     |
| Wisłastadion             | Krakau   | 35.000     |
| Stadion Miejski          | Poznań   | 46.000     |
| Nationaal Stadion        | Warschau | 55.000     |
| Stadion Wojska Polskiego | Warschau | 13.628     |
| Stadion in Maślice       | Wrocław  | 44.000     |

## Scheidsrechters
- Alojzy Jarguz
- Michał Listkiewicz
- Ryszard Wójcik
- Zygmunt Ziober

## Vrouwenvoetbal
De beste vrouwenvoetbalteams van Polen spelen in de Ekstraliga. KS AZS Wroclaw is de enige Poolse club die zich kwalificeerde voor de UEFA Women's Champions League, maar het kwam nooit door de groepsfase heen.
Het Pools vrouwenvoetbalelftal komt uit voor Polen in internationale wedstrijden en neemt de 27e plaats in op de FIFA-vrouwenranglijst (maart 2008). De eerste interland werd gespeeld op 9 mei 1991 tegen Duitsland en werd met 2-1 verloren. Het elftal wist zich nooit voor het WK voetbal te plaatsen. Het enige optreden op het Europees kampioenschap was in 1991 waar het in de groepsfase als laatste in de poule eindigde. Ook voor de Olympische Spelen, waar in tegenstelling tot de mannen de teams wel in hun sterkste opstelling mogen meedoen, heeft het Pools vrouwenvoetbalelftal zich nooit geplaatst. In 2008 deed het elftal voor het eerst mee aan de Algarve Cup. Alle drie de wedstrijden werden verloren en het elftal eindigde als laatste in de groep.